# Тлакатеотль
Тлакатеотль (або Тлакатеотзін ; ? – 1426 або 1427/8) — другий тлатоані ацтекського міста Тлателолько, який правив з 1417 року до своєї смерті.

## Правління
За його правління тлателольки продовжували розширювати своє багатство та вплив у  долині Мехіко. Завдяки торгівлі й збиранню данини, міський ринок зростав і охоплював торгівлю вовною, нефритом та пір'ям кетцаля. Тлакатеотль також наказав прибрати скульптури з руїн Тули задля оздоблення міста, що стрімко розвивалося.
Його правління завершилося у 1426 або у 1427/8 році під час боротьби за спадкоємство в Ацкапоцалько між Таяціном і Макстлою. Згідно з джерелами, Тлакатеотля забили камінням на смерть під час подорожі каное. Вважається, що наказ про вбивство віддав Макстла — ймовірно, через підозру в романі між Тлакатеотлем і дружиною Макстли. Після нього владу успадкував його онук Куаутлатоа.

## Родина
Він успадкував владу від свого батька, Куакуапіцауака, після його смерті у 1417 році. Був братом королев Матлалатцін і Уакальцінтлі, а також онуком славетного тлатоані Тесосомоктлі. Крім того, був двоюрідним братом імператора Чимальпопоки та дядьком принца Тесосомоктлі.
Він був батьком тлатоані Тесосомоктлі та Іцкуаутціна, а також дідом Куаутлатоа. Його дружинами були Шіуктоміяуцін і Шіуканауальцін, обидві з яких були йому тітками (по батьківській та материнській лінії відповідно).